# Meloe tropicus
Meloe tropicus är en skalbaggsart som beskrevs av Victor Ivanovitsch Motschulsky 1856. Meloe tropicus ingår i släktet Meloe och familjen oljebaggar. Inga underarter finns listade i Catalogue of Life.